# Lijst van voetbalinterlands Antigua en Barbuda - Estland
Deze lijst van voetbalinterlands is een overzicht van alle officiële voetbalwedstrijden tussen de nationale teams van Antigua en Barbuda en Estland hebben tot op heden een keer tegen elkaar gespeeld. Dat was een vriendschappelijke wedstrijd op 22 november 2016 in Saint John's.

## Wedstrijden
| № | Plaats       | Datum            | Competitie        | Wedstrijd                    | Uitslag |
| - | ------------ | ---------------- | ----------------- | ---------------------------- | ------- |
| 1 | Saint John's | 22 november 2016 | Vriendschappelijk | Antigua en Barbuda − Estland | 0 − 1   |

## Samenvatting
| Competitie        | Totaal gespeeld | Winst Antig. en Barb. | Gelijk | Winst Estland | Doelsaldo Antig. en Barb. – Estland |
| ----------------- | --------------- | --------------------- | ------ | ------------- | ----------------------------------- |
| Vriendschappelijk | 1               | 0                     | 0      | 1             | 0 − 1                               |
| Totaal            | 1               | 0                     | 0      | 1             | 0 − 1                               |

Wedstrijden bepaald door strafschoppen worden, in lijn met de FIFA, als een gelijkspel gerekend.

## Details

### Eerste ontmoeting
| Vriendschappelijk (Saint John's, Antigua en Barbuda, 22 november 2016): |              | |
| Antigua en Barbuda | 0 – 1        | Estland |
| | goals        | 27' Pavel Marin |
| Rolston Williams | bondscoach   | Martin Reim |
| Brenton Muhammad Shavorn Phillip 63' Karanja Mack Vashami Allen Eugene Kirwan 52' Jamarlie Stevens Stephan Smith Tamarley Thomas 67' Calaum Jahraldo-Martin Peter Byers 77' Randolph Burton | opstellingen | Marko Meerits Karol Mets Nikita Baranov 74' Ats Purje Karl Mööl 74' Martin Miller 65' Pavel Marin Trevor Elhi 46' Pavel Dõmov 80' Janar Toomet Joonas Tamm |
| Novel Francis Jr. 52' Joel Jacob 63' Avier Christian 67' Javorn Stevens 77' Prince Walter Kemoi Williams Dennie Henry Mervyn Hazelwood                                                      | wissels      | 46' Artjom Dmitrijev 65' Gert Kams 74' Sergei Mošnikov 74' Henri Anier 80' Hindrek Ojamaa Andreas Vaikla Brent Lepistu Markus Jürgenson Rauno Sappinen     |
| | gele kaarten | 35' Karol Mets 86' Artjom Dmitrijev |
| - Debuut van Trevor Elhi (JK Nõmme Kalju) en Martin Miller (JK Tammeka) voor Estland. |              | |

ABFA · A-internationals · Vrouwenelftal van Antigua en Barbuda
Amerikaanse Maagdeneilanden ·
Anguilla ·
Aruba ·
Bahama's ·
Barbados ·
Bermuda ·
Britse Maagdeneilanden ·
Cuba ·
Curaçao ·
Dominica ·
Dominicaanse Republiek ·
El Salvador ·
Estland ·
Grenada ·
Guatemala ·
Guyana ·
Haïti ·
Hongarije ·
Jamaica ·
Kaaimaneilanden ·
Montserrat ·
Nederlandse Antillen ·
Puerto Rico ·
Saint Kitts en Nevis ·
Saint Lucia ·
Saint Vincent en de Grenadines ·
Suriname ·
Trinidad en Tobago ·
Verenigde Staten
EJL · A-internationals · Bondscoaches · Statistieken · Estisch vrouwenelftal · Olympisch elftal · Estland U21 · Estland U20 · Estland U19 · Estland U18 · Estland U17 · Estland U16
1920 – 1929 ·
1930 – 1939 ·
1940 – 1949 ·
1950 – 1990 · 
1990 – 1999 ·
2000 – 2009 ·
2010 – 2019 ·
2020 − 2029
OS 1924
1920 ·
1921 ·
1922 ·
1923 ·
1924 ·
1925 ·
1926 ·
1927 ·
1928 ·
1929 · 
1930 · 
1931 · 
1932 · 
1933 · 
1934 · 
1935 · 
1936 · 
1937 · 
1938 · 
1939 · 
1940 · 
1941 · 
1942 · 
1943 · 1944 · 
1945 · 
1946 · 
1947 · 
1948 · 
1949 · 
1950 – 1990 · 
1991 · 
1992 · 
1993 · 
1994 · 
1995 · 
1996 · 
1997 · 
1998 · 
1999 · 
2000 · 
2001 · 
2002 · 
2003 · 
2004 · 
2005 · 
2006 · 
2007 · 
2008 · 
2009 · 
2010 · 
2011 · 
2012 · 
2013 · 
2014 · 
2015 · 
2016 ·
2017 ·
2018 ·
2019 ·
2020
Albanië ·
Andorra ·
Angola ·
Antigua en Barbuda ·
Argentinië ·
Armenië ·
Azerbeidzjan ·
België ·
Bosnië-Herzegovina ·
Brazilië ·
Bulgarije ·
Canada ·
Chili ·
China ·
Cyprus ·
Denemarken ·
Duitsland ·
Ecuador ·
Egypte ·
El Salvador ·
Engeland ·
Equatoriaal-Guinea ·
Faeröer ·
Fiji ·
Filipijnen ·
Finland ·
Frankrijk ·
Georgië · 
Gibraltar ·
Griekenland ·
Hongarije ·
Hongkong ·
Ierland ·
IJsland ·
Indonesië ·
Irak ·
Israël ·
Italië ·
Jordanië ·
Kazachstan ·
Kirgizië ·
Kroatië ·
Letland ·
Libanon ·
Liechtenstein ·
Litouwen ·
Luxemburg ·
Malta ·
Marokko ·
Mexico ·
Moldavië ·
Montenegro ·
Nederland ·
Nieuw-Caledonië ·
Nieuw-Zeeland ·
Noord-Ierland ·
Noord-Macedonië ·
Noorwegen ·
Oekraïne ·
Oezbekistan ·
Oman ·
Oostenrijk ·
Polen ·
Portugal ·
Qatar ·
Roemenië ·
Rusland ·
Saint Kitts en Nevis ·
San Marino ·
Saoedi-Arabië ·
Schotland ·
Servië ·
Slovenië ·
Slowakije · 
Spanje ·
Tadzjikistan ·
Thailand ·
Trinidad en Tobago ·
Tsjechië ·
Turkije ·
Turkmenistan ·
Uruguay ·
Vanuatu ·
Venezuela ·
Verenigde Arabische Emiraten ·
Verenigde Staten ·
Vietnam ·
Wales ·
Wit-Rusland ·
Zweden ·
Zwitserland